# Leedsichthys problematicus
Leedsichthys è un genere estinto di pesci, la cui specie tipo  era rappresentata da Leedsichthys problematicus (Arthur Smith Woodward, 1889), un gigantesco pesce che visse negli oceani del Giurassico, 165–145 milioni di anni fa.
Il nome, che significa "Pesce di Leeds", gli è stato attribuito da Alfred Nicholson Leeds che lo scoprì nel 1886 a Peterborough, Inghilterra in una cava di argilla. Invece, il termine problematicus gli era stato dato perché i resti erano così frammentati che erano estremamente difficili da riconoscere e da interpretare.

## Scoperta
Il primo fossile fu scoperto da Alfred Nicholson Leeds, un agricoltore con la passione per la ricerca e il collezionismo di fossili; la maggior parte dei reperti venne in seguito venduta al Museo di storia naturale di Londra dove il paleontologo Arthur Smith Woodward, esperto di fossili marini, poté studiarli. La specie venne da lui individuata e descritta nel 1889, pensando inizialmente che si potesse trattare di un essere simile agli storioni, tuttavia successivamente capì che i resti appartenevano ad un membro di un gruppo estinto, quello dei Pachycormidae.
Lo scheletro era incompleto, privo della parte centrale del pesce, impedendo quindi di stabilire la lunghezza effettiva, ma la pinna caudale con un'ampiezza di 5 m da punta a punta lasciava intuire delle dimensioni ragguardevoli. Le ricostruzioni dell'animale, basate sui fossili dei suoi parenti più prossimi appartenenti alla famiglia dei Pachycormidae, non davano indicazioni abbastanza precise in quanto alcuni di essi hanno un corpo relativamente breve, mentre altri hanno un corpo relativamente lungo; le stime della lunghezza totale per Leedsichthys variavano pertanto dai 10 ai 30 metri.

## Dimensioni

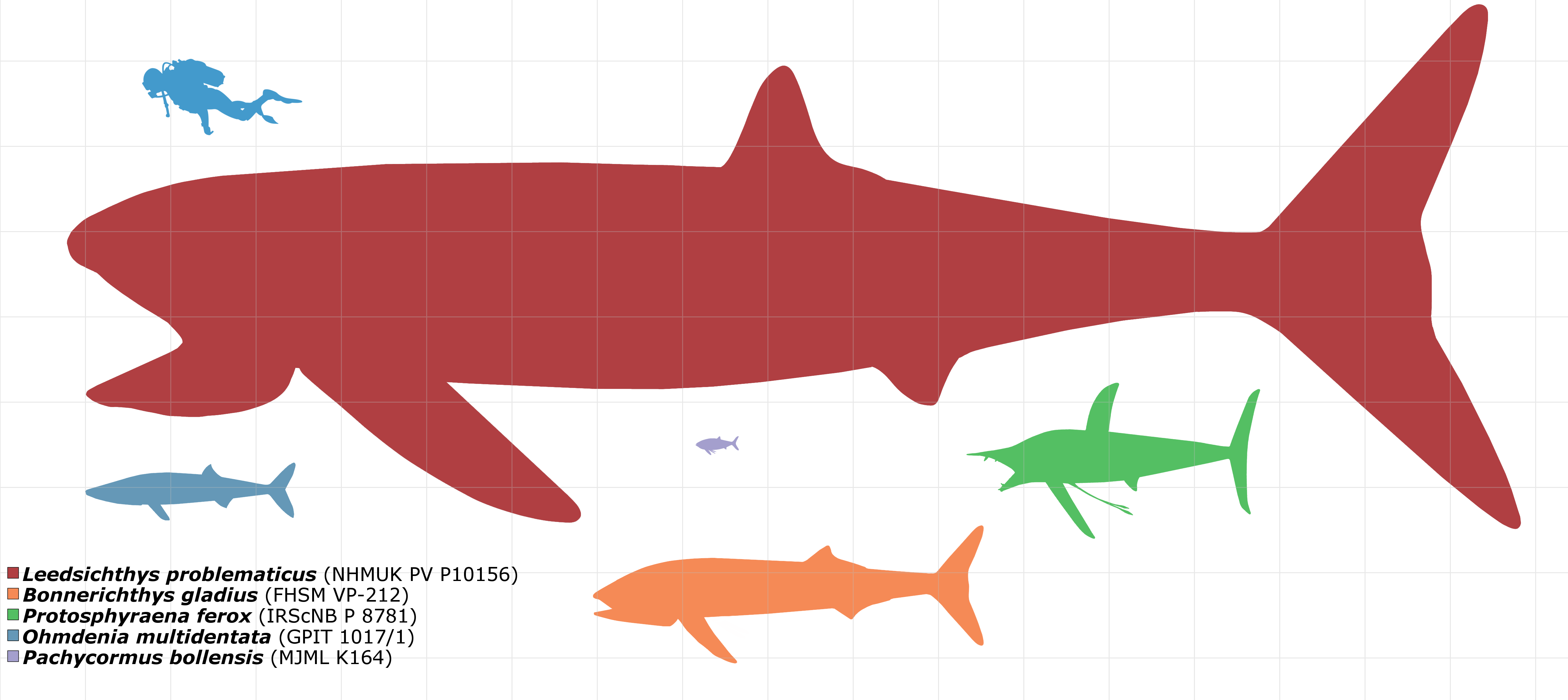
Dimensioni di Leedsichthys (in rosso), a confronto con altri pachycormidi

Prima del ritrovamento di uno scheletro completo di Leedsichthys, non era chiaro quali dimensioni esso potesse raggiungere. Recenti stime ipotizzavano una lunghezza tra i 16–25 m, facendolo così diventare il più grande pesce che sia mai esistito, più grande quindi dell'estinto Carcharocles megalodon e dell'attuale squalo balena.
Non tutti i paleontologi sono d'accordo, dato che alcuni scienziati sostengono che i Leedsichthys arrivassero solo a lunghezze nell'ordine dei 9 m. 
Un nuovo esemplare di Leedsichthys, ritrovato nel Cambridgeshire nell'estate del 2002, è probabilmente il più completo mai scoperto. I risultati preliminari indicano una lunghezza totale prossima ai 35-37 m, più elevata rispetto alle stime inferiori.
Leedsichthys, a differenza dei grandi squali che sono costituiti da uno scheletro interno cartilagineo, era un pesce osseo, in quanto aveva uno scheletro osseo. Parrebbe sia stato probabilmente il più grande pesce al mondo, ed il più grande vertebrato degli oceani del periodo giurassico se non dell'intero Mesozoico, primato che oggi spetta alla balenottera azzurra.

## Alimentazione
Come i grandi pesci di oggi, tipo lo squalo balena e lo squalo elefante, il Leedsichthys si nutriva di plancton; nuotando vicino alla superficie ingoiava enormi quantità d'acqua che poi filtrava trattenendo il cibo con la bocca e le branchie; le sue mandibole possedevano 40.000 piccoli denti. Nonostante questa enorme mole, questo pesce poteva essere attaccato da grandi predatori come Liopleurodon o Pliosaurus, che approfittavano della lentezza del gigante marino.

## Nella cultura di massa
Il Leedsichthis appare nell'episodio speciale della serie Walking with..., Mostri del mare, dove viene mostrato un branco di questi pesci. Successivamente un esemplare viene ferito da un Metriorhynchus, un Hybodus e viene ucciso da un Liopleurodon.
Compare brevemente nella serie tv Spongebob nell'episodio Spongebob preistorico (in originale Ugh) della terza stagione (questi pesci fanno anche da sveglie a Spongegar).
Nel videogioco Ark: Survival Evolved il leedsichthys è presente e vive nella acque alte della mappa. Non attacca il giocatore, ma è molto aggressivo nei confronti delle zattere costruibili nel gioco.